# Upplands runinskrifter 994
Upplands runinskrifter 994 är ett försvunnet vikingatida runstensfragment i Brunnby, Funbo socken och Uppsala kommun. Stenens höjd är omkring 1,20 meter och bredden cirka 1,3 meter. U 994 har varit försvunnet sedan 1600-talet.
Ornamentiken består av ett enkelt kors som påminner om Grim skalds ristningar, till exempel den signerade U 951 och Erik Brate menade att U 994 ristats just därför bör ha ristats av Grim Skald.

## Inskriften
Translitterering av runraden:
[... itftim þuatr ...]
Normalisering till runsvenska:
... æftiʀ þuatr ...
Översättning till nusvenska:
... efter þuatr